# Introduction to Destruction
Introduction to Destruction is de eerste dvd van de Canadese rockband Sum 41. De dvd kwam uit in 2001.

## Inhoud
- Een uitverkocht live concert van de band in de London Astoria in Londen, Engeland
- Alle toen uitgegeven videoclips met bloopers, audiocommentaar en achter-de-schermen-beeldmateriaal
- 5 homevideo's
- 5 films (met optioneel commentaar)
- Foto's
- Een speciale 'verborgen' weblink (werkt niet meer)

## Nummers
| Nr. | Titel                     | Duur |
| --- | ------------------------- | ---- |
| 1.  | Motivation                |      |
| 2.  | Nothing on My Back        |      |
| 3.  | Makes No Difference       |      |
| 4.  | Rhythms                   |      |
| 5.  | In Too Deep               |      |
| 6.  | All She's Got             |      |
| 7.  | Handle This               |      |
| 8.  | Machine Gun               |      |
| 9.  | Crazy Amanda Bunkface     |      |
| 10. | It's What We're All About |      |
| 11. | Fat Lip                   |      |